# 花岡萌
花岡 萌（はなおか もえ、1984年6月22日 - ）は、富山県魚津市出身のアルペンスキー選手。

## 経　歴
富山県魚津市出身の元アルペンスキーレーサー。
富山県立雄山高等学校、日本大学文理学部体育学科卒業。
2016年4月、筑波大学大学院人間総合科学研究科博士前期課程体育学専攻（ナショナルリーディングコーチ養成プログラム）に入学。
高校時代にインターハイおよび国民体育大会で優勝(大回転)、以降、インターカレッジ3連覇達成(スーパー大回転)、全日本スキー選手権優勝(回転・大回転)など多くの成績を残す。ワールドカップ19レース出場。ソチオリンピック出場へ向けて、回転・スーパー複合の2種目をターゲットに数々の欧州レースを転戦。しかし、女子アルペンチームのオリンピック派遣は、2大会連続で取りやめとなり、2014年1月14日オーストリア・フラッハウのアルペンスキーＷ杯をもって現役引退。

## 現役引退後
2014年4月1日からは、ワールドカップ連戦中に器械サポートを受けていた医療機器の輸入・販売会社「株式会社サンメディカル」（本社・名古屋市）に勤務している。会社勤めの⼀⽅で、2016年4月より筑波大学大学院(博士前期課程)にて、コーチングを学び、後進への指導も行っている。

## 戦　績
高校時代(2000年4月～2003年3月)
・2001年、2003年　インターハイ　大回転　優勝
・2003年　国民体育大会　大回転　優勝
大学時代(2003年4月～2007年3月)
・2005年冬季ユニバーシアード 総合2位
・2005年、2006年、2007年　インターカレッジ スーパー大回転 3連覇
・2007年アジア冬季競技大会　回転銀メダル
社会人(2007年4月～)
・2007年全日本スキー選手権　回転優勝
・2008年全日本スキー選手権　回転優勝
・2009年　アジアシリーズ 総合優勝
・2011年アルペンスキー世界選手権　出場
・2011年全日本スキー選手権　大回転優勝